# 恵穆貴妃
恵穆貴妃（けいぼくきひ、？ - 1107年）は、北宋神宗の側室。姓は武氏。

## 生涯
最初、後宮に入って御侍（皇帝の側女）となり、一男一女を産んた。元豊5年（1082年）8月、才人に封ぜられた。
元豊8年（1085年）に神宗が崩ずると、哲宗から美人に尊封された。紹聖3年（1096年）、婕妤に進んだ。元符3年（1100年）正月、昭儀を加封された。建中靖国元年（1101年）、徽宗から賢妃に再進封された。大観元年（1107年）、薨去した。貴妃の位を追贈され、「恵穆」と諡された。

## 子女
- 趙佖（申王）
- 賢和帝姫

## 伝記資料
- 『宋史』
- 『皇宋十朝綱要』
- 『宋会要輯稿』